# Pentobesa
Pentobesa is een geslacht van vlinders van de familie tandvlinders (Notodontidae).

## Soorten
- P. apostatica Dyar, 1915
- P. aroata Schaus, 1901
- P. basitincta Dognin, 1908
- P. densissima Dyar, 1915
- P. empirica Dognin, 1905
- P. lignicolor Möschler, 1877
- P. poecila Felder, 1874
- P. schrottkyi (Dognin, 1911)
- P. seriata Druce, 1887
- P. tucumanata Dognin, 1901
- P. typhon Draudt, 1932
- P. valta Schaus, 1901
- P. xylinoides Walker, 1866